# Ordinary Love
«Ordinary Love» — песня из биографического фильма Долгий путь к свободе (2013) ирландской группы U2. Релиз песни состоялся 29 ноября 2013 года ограниченным тиражом на виниле (10") на фирме Record Store Day незадолго до смерти политика и Нобелевского лауреата Нельсона Манделы (он умер 5 декабря 2013 года).
13 января 2014 года «Ordinary Love» получила премию Золотой глобус в номинации Премия «Золотой глобус» за лучшую песню.

## История
Участники группы U2 много лет были дружны с Нельсоном Манделой, выступали с концертами в Южной Африке. И когда американский кинопродюсер Харви Вайнштейн сделал предложение группе написать песню для саундтрека к фильму «Долгий путь к свободе» о Манделе, то их ответ был быстрое «да»
Песня была смикширована на студии Electric Lady Studios в Нью-Йорке.
«Ordinary Love» достигла первого места в цифровом чарте Top Digital Download chart в (Италии), где была сертифицирована Итальянской федерацией звукозаписывающей индустрии.

## Награды
| Awards                        | Awards                                  | Awards    | Awards |
| Награда                       | Категория                               | Результат |        |
| ----------------------------- | --------------------------------------- | --------- | ------ |
| Золотой глобус (премия, 2014) | Премия «Золотой глобус» за лучшую песню | Победа    |        |
| 19th Critics' Choice Awards   | Best Song                               | Номинация |        |
| Оскар (кинопремия, 2014)      | Лучшая песня к фильму                   | Номинация |        |

## Участники записи
| U2 - Боно — вокал, фортепиано - Эдж — гитара, бэк-вокал, фортепиано - Адам Клейтон — бас-гитара - Ларри Маллен мл. — ударные, перкусия, бэк-вокал Продюсер - Брайан Бёртон | Дополнительные участники - Брайан Бёртон — фортепиано, дополнительные синтезаторы - Angel Deradoorian — дополнительный бэк-вокал - Declan Gaffney — фортепиано, дополнительные синтезаторы - Barry Gorey — дополнительные синтезаторы, Wurlitzer |

## Чарты
| Чарт (2013—2014)                             | Высшая позиция |
| -------------------------------------------- | -------------- |
| Австралия (ARIA)                             | 88             |
| Австрия (Ö3 Austria Top 40)                  | 29             |
| Бельгия/Фландрия (Ultratop 50)               | 14             |
| Бельгия/Валлония (Ultratop 50)               | 10             |
| Бразилия Singles Chart (ABPD)                | 53             |
| Канада (Billboard Canadian Hot 100)          | 29             |
| Чехия (Rádio — Top 100)                      | 90             |
| Дания (Tracklisten)                          | 23             |
| Франция (SNEP)                               | 27             |
| Германия (GfK)                               | 39             |
| Венгрия (Rádiós Top 40)                      | 17             |
| Венгрия (Single Top 40)                      | 4              |
| Ирландия (IRMA)                              | 13             |
| Израиль (Media Forest)                       | 4              |
| Италия (FIMI)                                | 1              |
| Люксембург (Billboard)                       | 2              |
| Нидерланды (Dutch Top 40)                    | 7              |
| Нидерланды (Single Top 100)                  | 6              |
| Польша (Polish Airplay Top 100)              | 5              |
| Португалия (Billboard)                       | 1              |
| Испания (PROMUSICAE)                         | 20             |
| Швейцария (Schweizer Hitparade)              | 11             |
| Великобритания (UK Singles)                  | 82             |
| США (Billboard Hot 100)                      | 84             |
| США (Billboard Hot Rock & Alternative Songs) | 13             |
| США (Billboard Adult Alternative Songs)      | 7              |

## Сертификации
| Регион                                                                      | Сертификация  | Продажи |
| --------------------------------------------------------------------------- | ------------- | ------- |
| Италия (FIMI)                                                               | Платиновый    | 30 000  |
| Нидерланды (NVPI)                                                           | 2× Платиновый | 40 000  |
| Данные о продажах + прослушиваниях приведены только на основе сертификации. |               |         |